# Badmühle
Die Badmühle (im Volksmund auch „Grießinger-Mühle“ genannt) ist eine ehemalige Getreidemühle am Altenkunstadter Mühlbach, einem Nebenarm der Weismain, in Altenkunstadt. Als Baudenkmal ist sie vom Bayerischen Landesamt für Denkmalpflege unter der Denkmalnummer D-4-78-111-12 geschützt.

## Geschichte
Erstmals erwähnt wurde die Mühle im ältesten Langheimer Urbar aus dem Jahr 1390 als „muel bey der badstuben“. Später wurde sie auch „Badstubenmühle“ und „Grießingersche Badmühle“ genannt. 1801 wurde das Anwesen vom Bamberger Mathematikprofessor und Topografiker Johann Baptist Roppelt als Mahl- und Stampfmühle mit drei unterschlächtigen Wasserrädern und Nebengebäuden beschrieben. Durch die Säkularisation in Bayern ging die Mühle im Jahr 1803 aus Langheimer Besitz in Privatbesitz über.
Um 1900 verfügte die Mühle nur noch über ein unterschlächtiges Zuppinger-Rad, das 1934 durch eine leistungsfähigere Francis-Turbine ersetzt wurde. Die Turbine mit liegender Welle, gebaut von der Firma Voith, hat ein Schluckvermögen von etwa 820 Litern pro Sekunde und eine Leistung von ca. 12 kW. Bis in die 1970er Jahre wurde die Mühle betrieben. Wegen der großen Konkurrenz von modernen Industriemühlen konnte der Betrieb schließlich nicht mehr aufrechterhalten werden. 1975 wurde die Mühle umfangreich umgebaut. Auch die Mahlstube und die gesamte Mühlentechnik wurden ausgebaut, um Wohnraum zu schaffen. Die Turbine dient seitdem der privaten Stromerzeugung. 1997 wurde eine Vorrichtung zur Netzeinspeisung geschaffen.
Im Mai 2006 wurde die Mühle umfassend saniert. Durch Brandstiftung brannten in der Nacht auf dem 2. Juli 2008 einige Scheunen hinter der Mühle ab. Durch das schnelle Eingreifen der Feuerwehr konnte verhindert werden, dass das Mühlengebäude in Brand geriet.

## Architektur
Das heutige Mühlengebäude wurde als Halbwalmdachfachwerkhaus im Jahr 1709 auf einem älteren, massiven Erdgeschoss errichtet. Das Fachwerk ist als Zierfachwerk mit Andreaskreuzen ausgebildet. Im Gebälk des Obergeschosses ist die Jahreszahl 1709 eingelassen. Der Schüttboden am südwestlichen Dachende wurde Mitte des 20. Jahrhunderts aufgesetzt.

## Bildergalerie

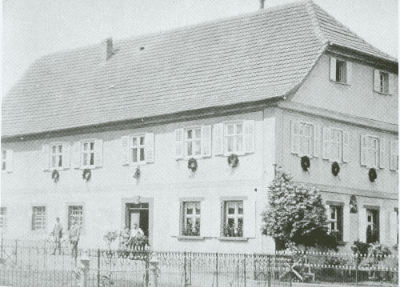
Die Mühle im Jahr 1902
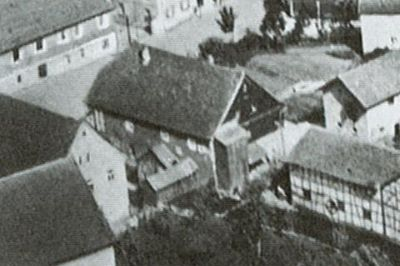
Luftbild der Badmühle – gut zu erkennen ist der kleine hölzerne Anbau, in dem sich das Mühlrad befindet
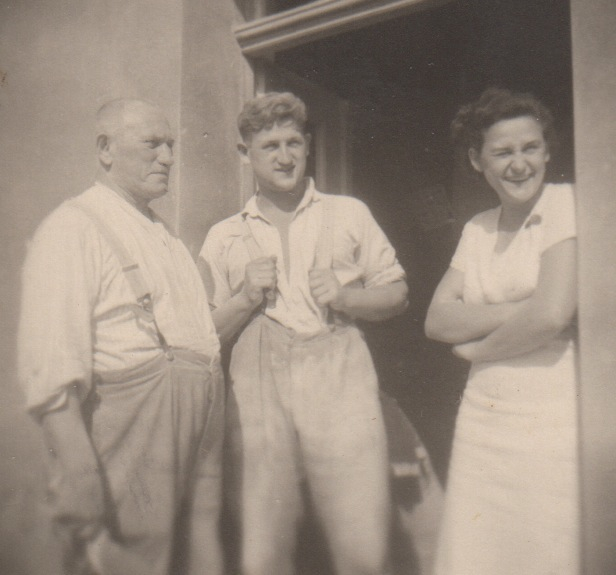
Der Müllermeister Hans Grießinger mit seinem Enkel Rudi Werner und seiner Enkelin Elisabeth Verfürth (geb. Werner), beide ebenfalls Müller und Müllerin vor der Badmühle
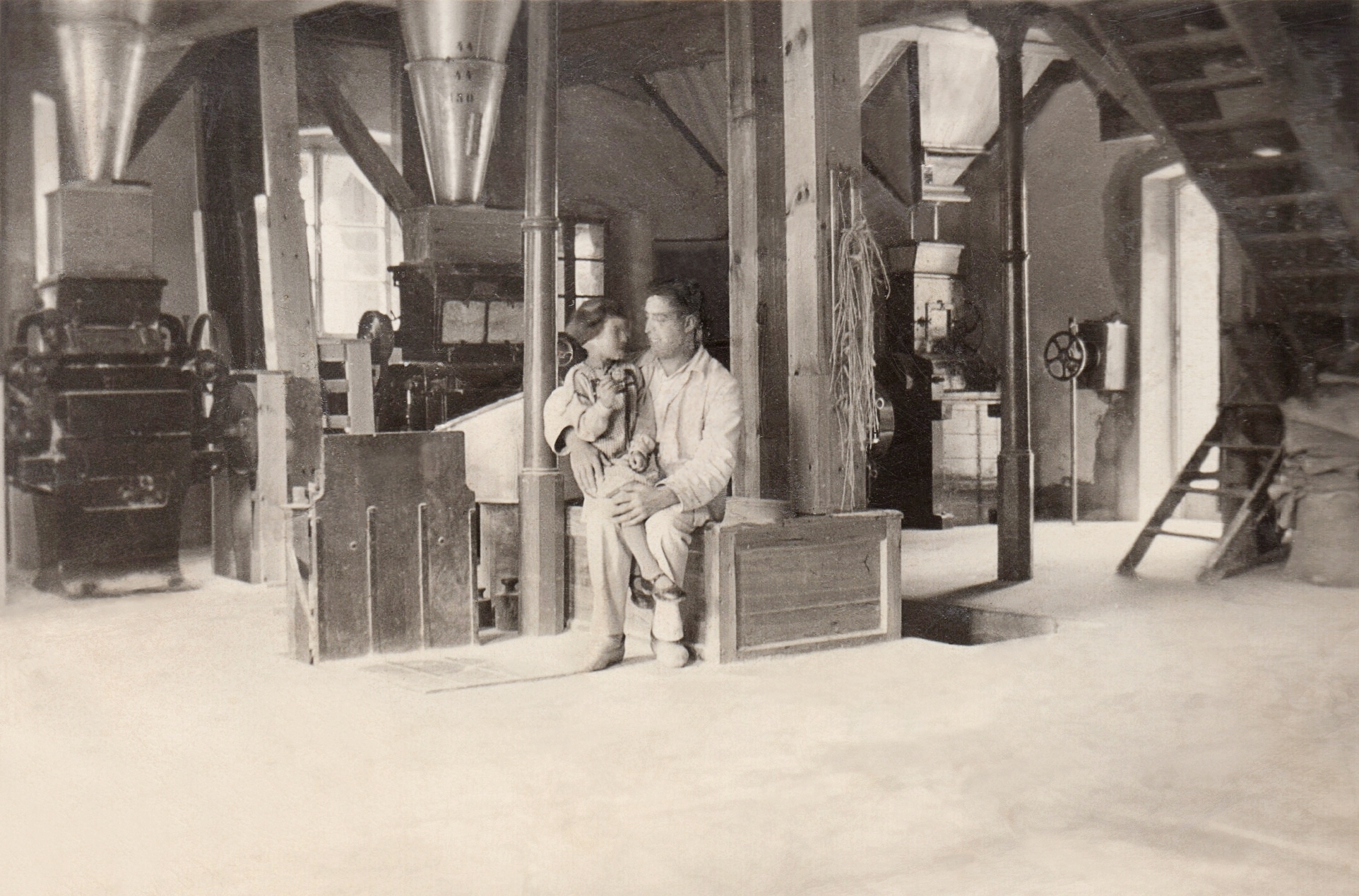
Die Mahlstube der Badmühle
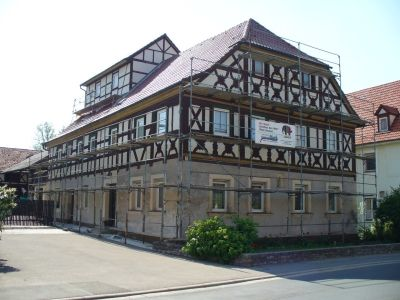
Während der Renovierung im Mai 2006
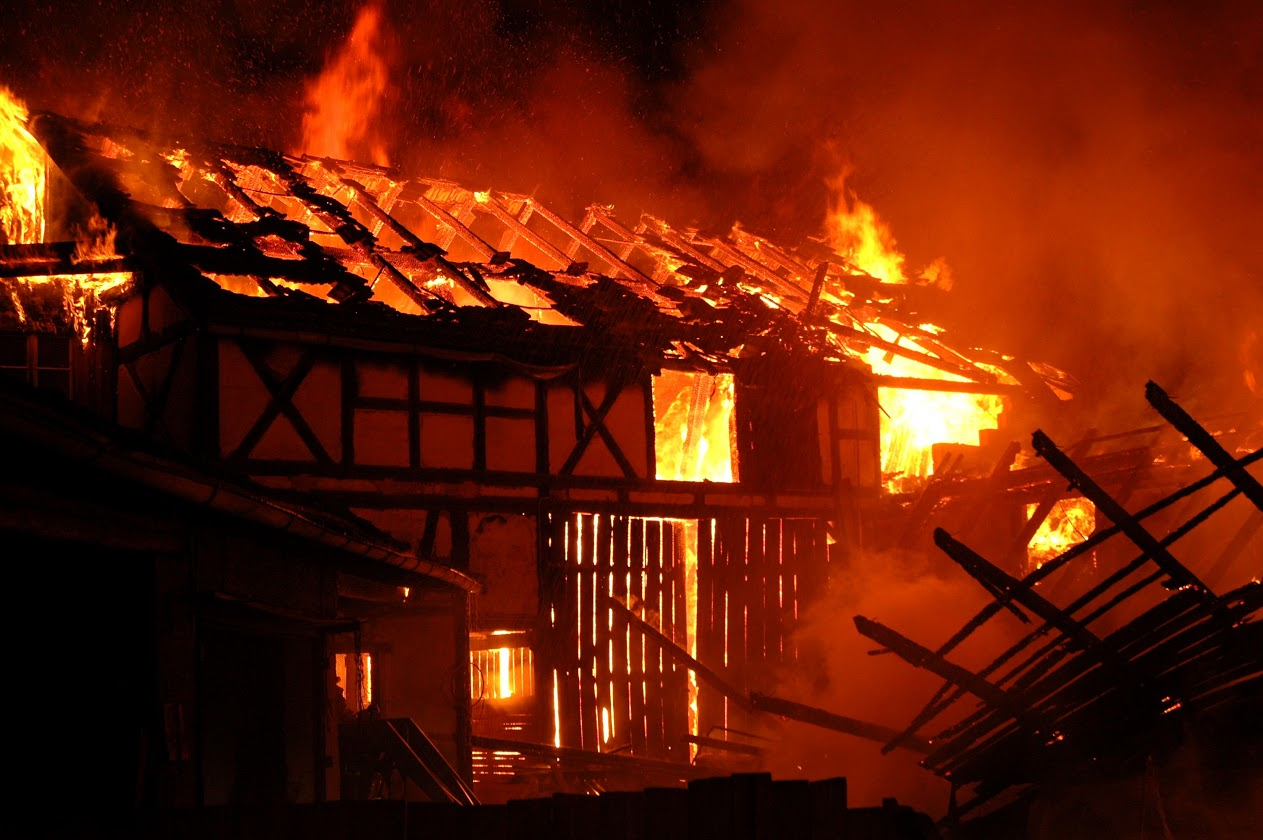
Die brennende Scheune der Badmühle nach der Brandstiftung in der Nacht zum 2. Juli 2008
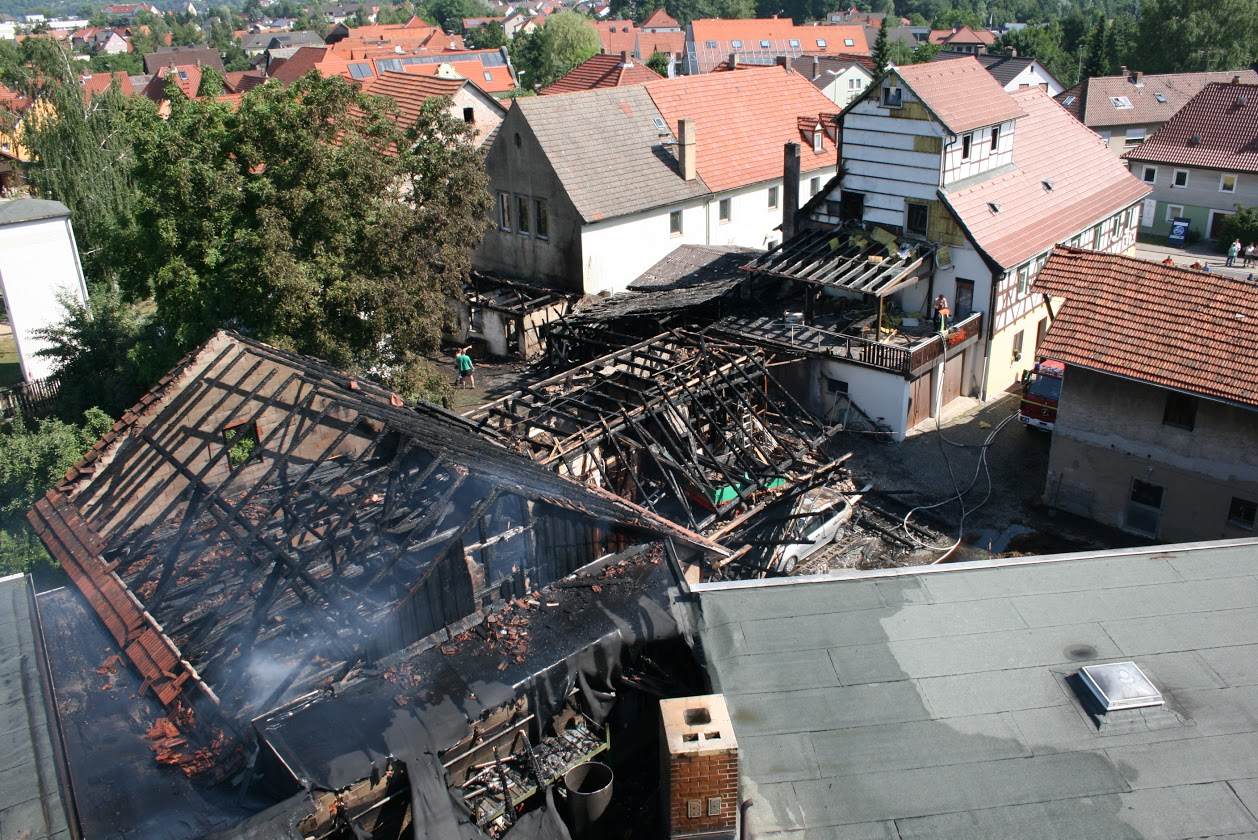
Die beiden niedergebrannten Scheunen der Badmühle am 2. Juli 2008